# Ji Ceti
Ji Ceti (χ Ceti) o Chi Ceti, es un sistema estelar binario de la constelación de la ballena. En la nomenclatura Flamsteed es 53 Ceti. Tienen una separación de 3' 4" (180") de arco, accesible a ópticas de aficionado. 

## χ Ceti A
Ji Ceti A es la estrella principal de un sistema múltiple, se trata de una gigante blanca F2III-IV que dista 76,93 años-luz, del catálogo Draper (HD) recibe el número HD 11171, y del catálogo Hipparcos (HIP) número HIP 8497.
Sus coordenadas en época 2,000.0 son: Ascensión Recta 1h 49m 35,10s y Declinación -10º 41' 35".
Tiene una temperatura efectiva de 6200º K y su magnitud visual aparente es de +4,85, traduciéndose en una magnitud visual absoluta de +2,79.
Se calcula que su edad está comprendida entre 300 y no más de 900 millones de años, siendo más probable en torno a los 700 millones de años.
Su metalicidad es -0.03 (93,3 % respecto al Sol).
Su velocidad relativa al sol es de 19,5 km/s, traduciendo una velocidad radial de -1,8 km/s.

## χ Ceti B
Ji Ceti B recibe el número HD 11131 del catálogo Draper (HD), se encuentra en Ascensión Recta 1h 49m 23.34s y Declinación -10º 42' 12" en coordenadas de época 2,000.0, se trata de una estrella G1V con una temperatura efectiva de 5800 K. Tiene una magnitud visual aparente de +6,74 y una magnitud visual absoluta de +4,91. Se halla a 74,94 años-luz de distancia. La estrella es una variable del tipo OR Draconis. 